# Chondromorpha
Chondromorpha är ett släkte av mångfotingar. Chondromorpha ingår i familjen orangeridubbelfotingar.
Kladogram enligt Catalogue of Life:
| Chondromorpha | \| \| Chondromorpha severini \| \| \| \| \| \| Chondromorpha xanthotricha \| \| \| \| |
|               | \| \| Chondromorpha severini \| \| \| \| \| \| Chondromorpha xanthotricha \| \| \| \| |
|               | Chondromorpha severini                                                                |
|               |                                                                                       |
|               | Chondromorpha xanthotricha                                                            |
|               |                                                                                       |